# Электропоезд серии 300 сети Синкансэн
Электропоезд серии 300 сети Синкансэн разработан и построен в 1992 году для линий Токайдо-синкансэн и Санъё-синкансэн, и используемый на этих линиях на маршруте Нодзоми. Когда было произведено больше 66 составов, часть из них заменила 100-ю серию на маршруте Хикари, которая, в свою очередь, полностью заменила нулевую серию.
Данная серия электропоездов известна тем, что в ней начали использоваться тяговый электродвигатель трехфазного переменного тока вместо электродвигателей постоянного тока.
Списание электропоездов 300 серии началось в 2007 году после ввода в эксплуатацию электропоездов серии N700.

## История
- Январь 1988: начался процесс разработки.
- Апрель 1990: начались тесты.
- Октябрь 1990: поезд достиг скорости 303,1 км/ч во время тестов.
- 1 марта 1991: поезд достиг скорости 325,7 км/ч во время тестов.
- Июль 2007: первый поезд 300-й серии снят с эксплуатации.